# Parasudis truculenta
Parasudis truculenta är en fiskart som först beskrevs av Goode och Bean, 1896.  Parasudis truculenta ingår i släktet Parasudis och familjen Chlorophthalmidae. Inga underarter finns listade i Catalogue of Life. Arten förekommer i västra Atlanten mellan norra Brasilien och södra Kanada.